# Republikanska palatset

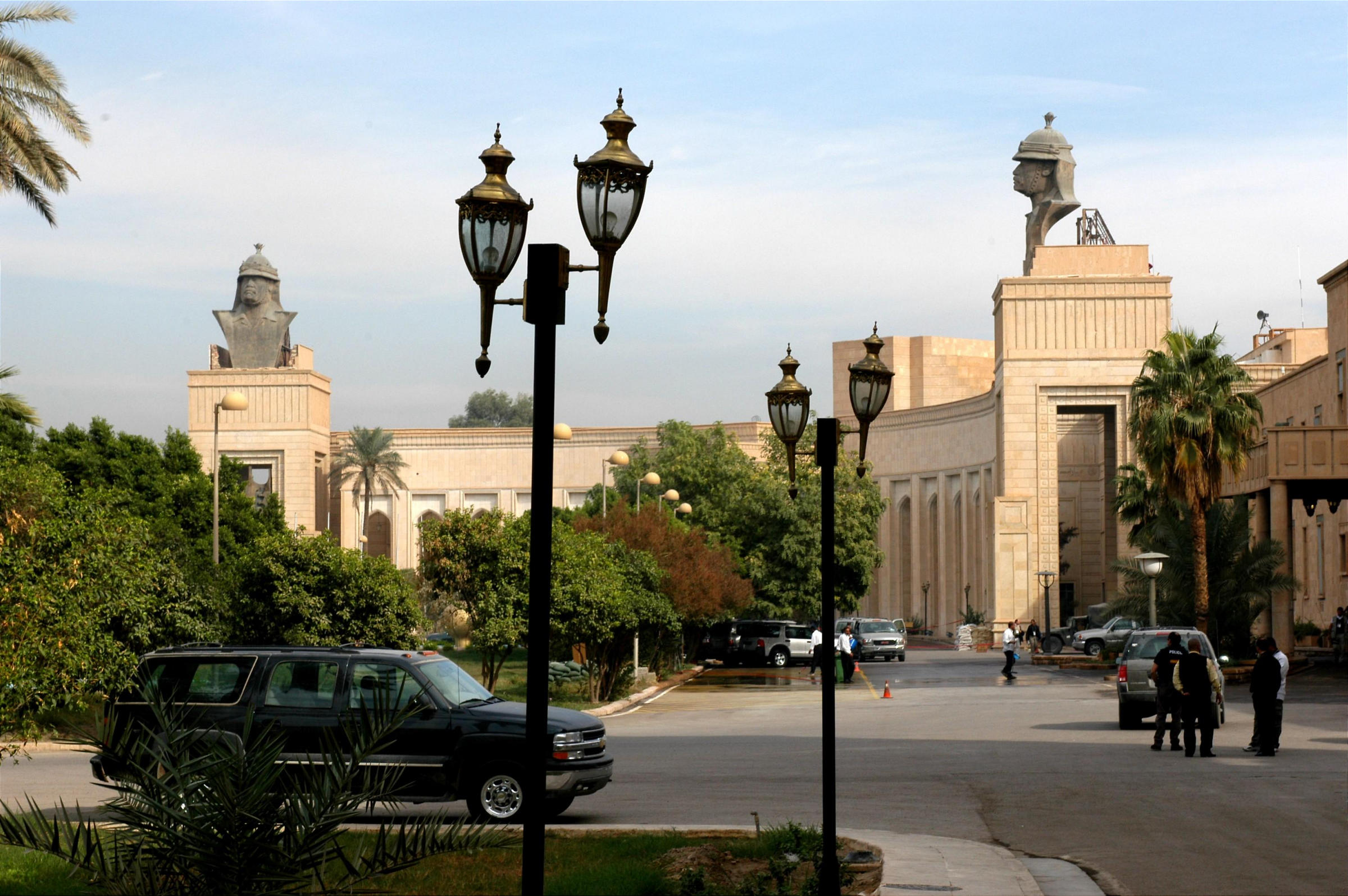
Republikanska palatset.

Republikanska palatset är ett palats i Bagdad i Irak.
Det uppfördes som den irakiska kungafamiljens nya officiella residens på order av kung Faisal II efter hans förlovning med Fazile Hanımsultan 1957, och var tänkt att ersätta den förra bostaden Al-Rehab. Palatset var dock ännu inte inflyttningsklart då kungafamiljen avrättades under 14 juli-revolutionen 1958.
Palatset fick därefter namnet Republikanska palatset och blev offentlig egendom. Det användes av Saddam Hussein för att ta emot besökande statschefer. Det ockuperades av USA mellan 2003 och 2009.